# The Whigs
The Whigs — американская постпанк-ривайвл-группа из Атенса, штат Джорджия.
Фронтмен Паркер Джисперт, барабанщик Джулиан Дорио и басист Хэнк Салливант сформировали The Whigs в 2002 году, когда три музыканта учились в колледже Университета Джорджии. С весёлой примесью вестербергской развязности, альтернативного рока и душевного кантри-нрава The Whigs отыграли свои первые концерты в кампусе и вскоре перешли к более громким выступлениям, включая разогрев таких групп, как The Killers, Franz Ferdinand и The Futureheads. Запись дебютного альбома группы Give 'Em All a Big Fat Lip проходила в пустом студенческом доме несколько лет спустя, а диск был независимо выпущен в 2005 году. К следующему году аудитория The Whigs значительно расширилась, что побудило Rolling Stone приветствовать трио как одного из «10 артистов, за которыми стоит следить». Весной участники группы окончили колледж, и до конца года лейбл ATO Records подписал с ними контракт.
В сентябре 2006 года журнал Spin назвал The Whigs «Артистом дня». В марте 2007 года журнал Esquire наградил Дорио премией Esky как «Лучшего барабанщика».
В октябре 2007 года было объявлено, что группа закончила работу над своим вторым альбомом под названием Mission Control, который был выпущен 22 января 2008 года. 28 января группа появилась на Позднем шоу с Дэвидом Леттерманом в поддержку альбома. Они также появились на Поздняя ночь с Конаном О’Брайеном 20 февраля 2008 года в поддержку альбома.
Песня «Need You Need You» из Mission Control звучит в видеоигре Pure.

## Дискография
Альбомы
- Give ’Em All a Big Fat Lip (2005)
- Mission Control (2008)
- In the Dark (2010)
- Enjoy the Company (2012)
- Modern Creation (2014)

Синглы
- «Like a Vibration» b/w «That’s A Lot To Live Up To» (demo) (7", 2008) ATO Records
- «Right Hand on My Heart» (2008) No. 40 Billboard Hot Modern Rock Tracks[5]
- «Kill Me Carolyne» (2010) ATO Records
- «Hundred / Million» (2010) Kartel Records (UK / Euro)
- «So Lonely» (2010) b/w Gimme Gimme Shock Treatment (The Ramones) Kartel Records (UK / Euro)
- «Waiting» b/w «Don’t Know What We’re Doing» (7", 2012) New West Records
- «Staying Alive» (radio edit) (2013) New West Records
- «Hit Me» (radio edit) (2014) New West Records